# Крофорд (округ, Мичиган)
Кро́форд (англ. Crawford County) — округ в США, штате Мичиган. По состоянию на 2010 год, численность населения составляла 14 074 человек. Был основан в 1840 году, получил своё название в честь американского политического деятеля и министра финансов Уильяма Кроуфорда.

## География
По данным Бюро переписи США, общая площадь округа равняется 1 459 км², из которых 1 446 км² суша и 14 км² или 0,93 % это водоёмы.

## Население
По данным переписи населения 2000 года в округе проживает 14 273 жителей в составе 5 625 домашних хозяйств и 4 038 семей. Плотность населения составляет 10,00 человек на км2. На территории округа насчитывается 10 042 жилых строений, при плотности застройки около 7-ми строений на км2. Расовый состав населения: белые — 96,38 %, афроамериканцы — 1,50 %, коренные американцы (индейцы) — 0,60 %, азиаты — 0,25 %, гавайцы — 0,02 %, представители других рас — 0,20 %, представители двух или более рас — 1,05 %. Испаноязычные составляли 0,99 % населения независимо от расы.
В составе 30,00 % из общего числа домашних хозяйств проживают дети в возрасте до 18 лет, 57,60 % домашних хозяйств представляют собой супружеские пары проживающие вместе, 9,70 % домашних хозяйств представляют собой одиноких женщин без супруга, 28,20 % домашних хозяйств не имеют отношения к семьям, 24,00 % домашних хозяйств состоят из одного человека, 10,50 % домашних хозяйств состоят из престарелых (65 лет и старше), проживающих в одиночестве. Средний размер домашнего хозяйства составляет 2,45 человека, и средний размер семьи 2,87 человека.
Возрастной состав округа: 24,50 % моложе 18 лет, 6,30 % от 18 до 24, 26,60 % от 25 до 44, 26,00 % от 45 до 64 и 26,00 % от 65 и старше. Средний возраст жителя округа 41 лет. На каждые 100 женщин приходится 104,00 мужчин. На каждые 100 женщин старше 18 лет приходится 100,40 мужчин.
Средний доход на домохозяйство в округе составлял 33 364 USD, на семью — 37 056 USD. Среднестатистический заработок мужчины был 31 504 USD против 21 250 USD для женщины. Доход на душу населения составлял 16 903 USD. Около 10,00 % семей и 12,70 % общего населения находились ниже черты бедности, в том числе — 17,60 % молодежи (тех, кому ещё не исполнилось 18 лет) и 7,60 % тех, кому было уже больше 65 лет.